# Вервей, Альберт
Альберт Вервей (нидерл. Albert Verwey, собственно Verweij, 15 мая 1865, Амстердам – 8 марта 1937, Нордвейк-ан-Зее, Южная Голландия) – нидерландский поэт, переводчик, эссеист.

## Биография
Родился в семье амстердамского мебельного мастера. Первую книгу стихов Персефона и другие стихотворения опубликовал в 1885, став одним из крупнейших представителей группы восьмидесятников. Вместе с Виллемом Клосом, Уиллемом Витзеном и Фредриком ван Эденом основал журнал "De Nieuwe Gids" в 1885 году. Основал влиятельные журналы Новый век (1901), Движение (1905). В 1924-1935 жил в Лейдене.
Племянник – художник Кейс Вервей.

## Творчество
Сложился под влиянием английской и немецкой романтической поэзии (Блейк, Шелли, Китс, Гёльдерлин, Новалис), долгие годы переписывался со Стефаном Георге, Рудольфом Панвицем. Автор многочисленных эссе о нидерландской литературе золотого века, сборника эссе о Гёльдерлине, переводчик Данте, К.Марло, Шекспира, Шелли, Гофмансталя, Георге и др.
- Лейден
- Амстердамская_фондовая_биржа
- Могила Нордвейк
- Нордвейк

## Публикации на русском языке
- Стихотворения/ Пер. Евг. Витковского// Европейская поэзия XIX века. М.: Художественная литература, 1977, с.520-523
- Архивная копия от 27 марта 2008 на Wayback Machine